# Faradja faradjensis
Faradja faradjensis (Lessert, 1930) è un ragno appartenente alla famiglia Araneidae.
È l'unica specie nota del genere Faradja.

## Etimologia
Il nome deriva dalla località congolese di rinvenimento: Faradje, territorio della provincia settentrionale della Haut-Uélé.

## Distribuzione
La specie è stata rinvenuta nel Congo.

## Tassonomia
Dal 1970 non sono stati esaminati altri esemplari, né sono state descritte sottospecie al 2014.